# John Ramsay (15e comte de Dalhousie)
Pour les articles homonymes, voir Ramsay et John Ramsay.
John Gilbert Ramsay, 15e comte de Dalhousie (25 juillet 1904 - 3 mai 1950) est un homme politique, militaire et pair britannique.

## Biographie
John Gilbert Ramsay , 15e comte de Dalhousie est né le 25 juillet 1904. 
Il est le fils d'Arthur George Maule Ramsay et de Lady Mary Adelaide Heathcote-Drummond. 
Il est diplômé de Christ Church, Université d'Oxford, Oxford, Oxfordshire, Angleterre, avec un baccalauréat en arts (BA). Il est avec les Scots Guards entre 1925 et 1930.
Il est décédé le 3 mai 1950 à 45 ans, célibataire. 
Il siège à la Chambre des lords entre 1928 et 1950. 